# 向應式半自動步槍

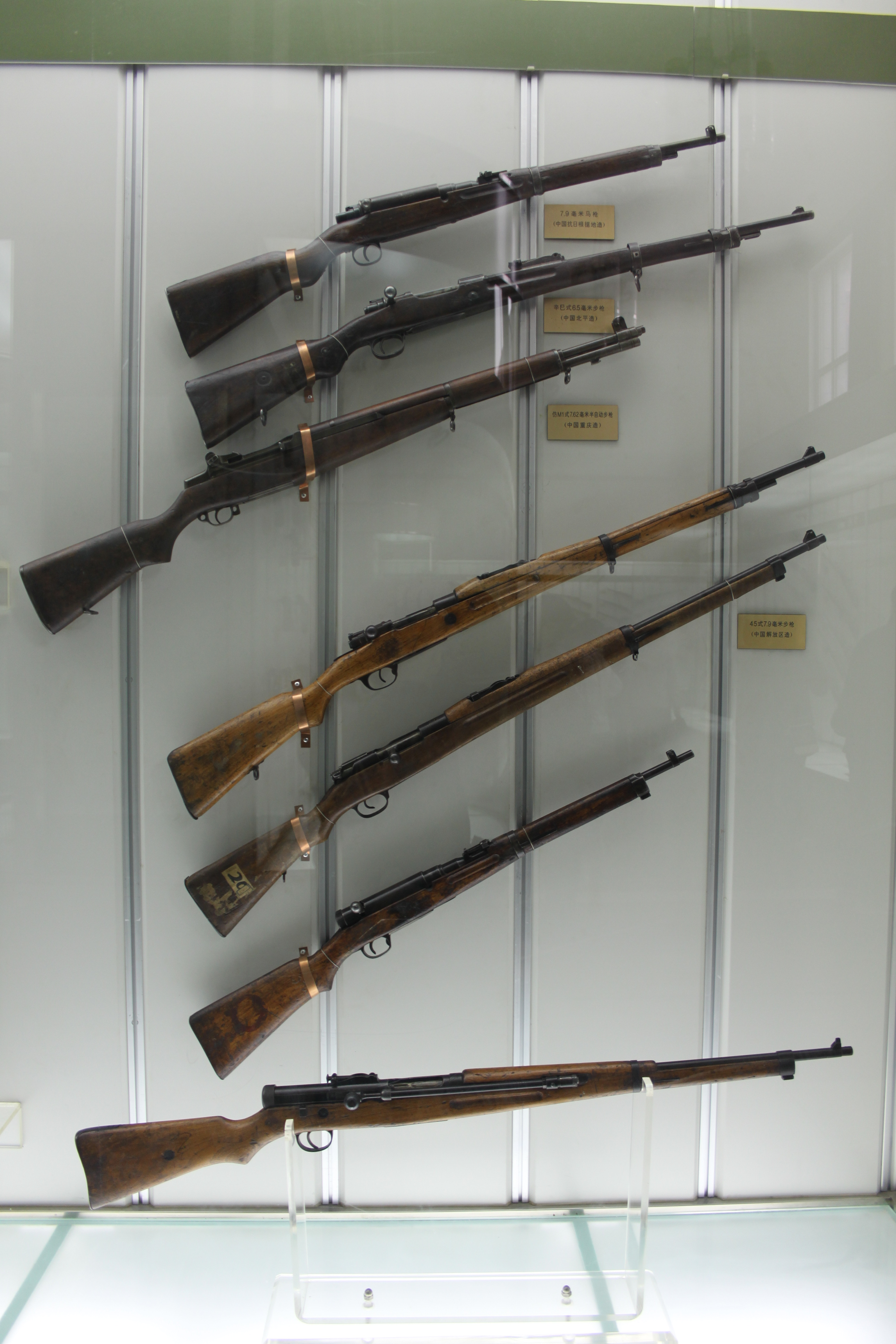
在北京中國人民革命軍事博物館展出的向應式半自動步槍（最下）

向應式半自動步槍是中国抗日战争时期，八路軍在晉綏軍區的军工技术人員以部分日本三八式卡賓槍零件製造的一款半自動步槍，其主設計師是溫承鼎。

## 機械運作
該槍采用了日式三八槍的部分零件。如槍管、背帶組件、彈匣、槍托外形等等，而自製了機匣、槍機及槍機組、活塞、復進簧等其他部分，其機匣結構和閉鎖原理因此大異于三八槍。其閉鎖原理類似於劉慶恩自裝槍，或可以追溯到奧地利血統的快利步槍（曼利夏M1888步槍仿製型），以槍機尾部的一個擺動卡鉄閉鎖。待發時，槍機組在前，迫使卡鉄朝下與機匣内的闭锁支承面確實鉚合，從而達成閉鎖。扣動扳機后，撞針撞向前方的子彈底火而擊發（其開膛或閉膛待擊仍有疑點）。此后，火葯燃氣由槍管湧進導氣管，長行程活塞被推向後，帶動槍機組向後退從而開鎖並退殼。此後活塞上纏繞的彈簧帶動槍機組復位，如此將下一發子彈推入槍膛而再次待發。
由於使用日本三八式槍管，故其口徑也是6.5毫米而且同樣發射6.5×50mm有坂子彈。

## 名稱由來

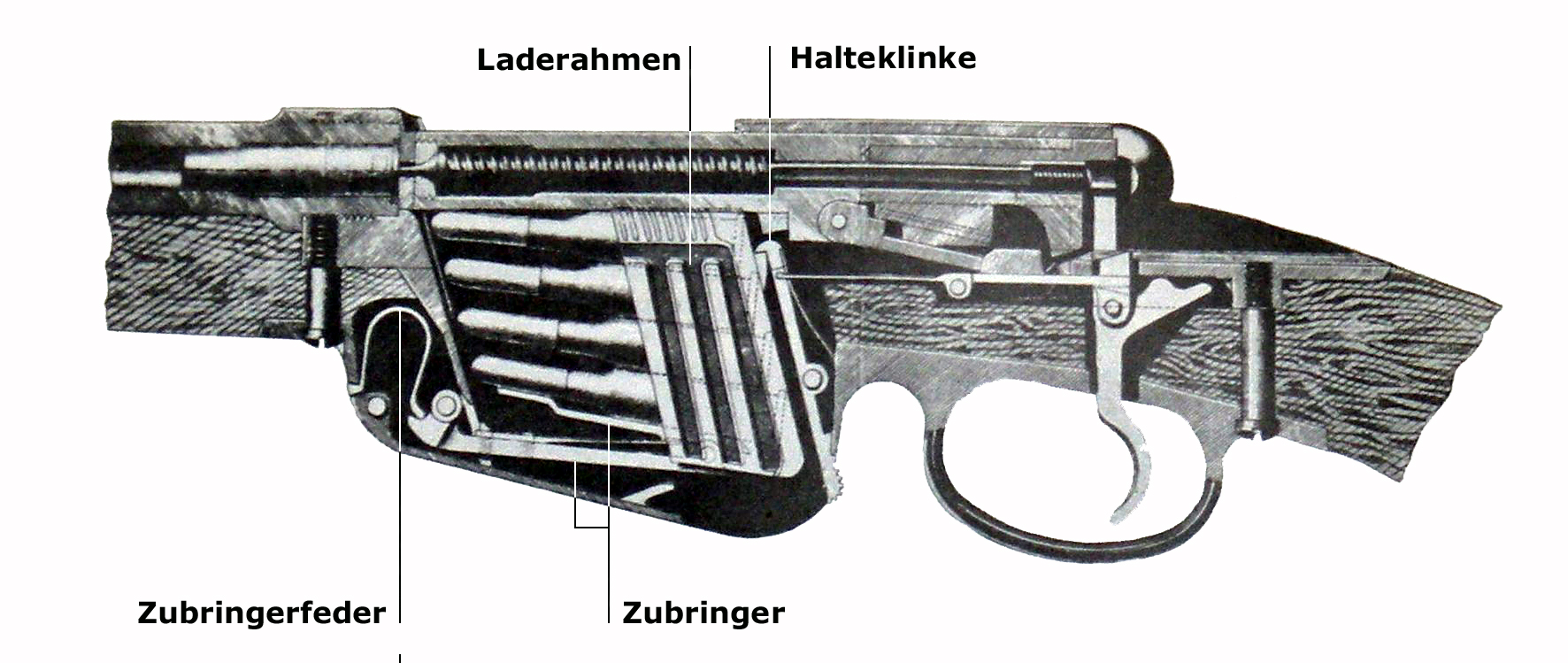
曼利夏1888式的結構，槍機尾部卡鉄向下閉鎖于機匣上

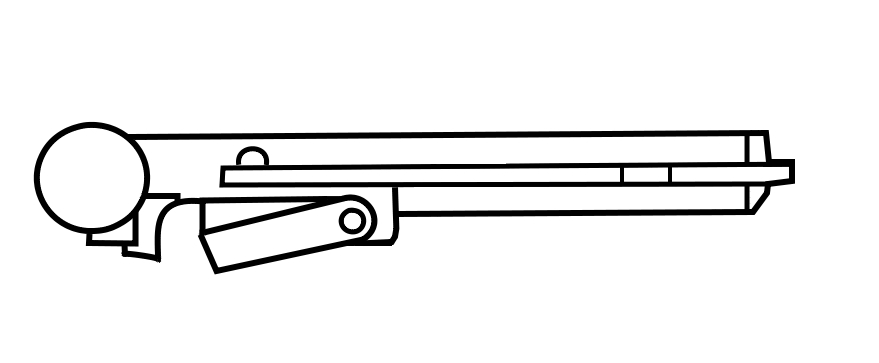
曼利夏1888式的槍機，向應式以類似的方法閉鎖

向應式開始設計於1944年，原本此種槍無正式名稱，但爲了紀念1946年7月21日於延安去世的關向應，故名「向應式半自動步槍」。此種槍生產量不多，至多十多枝，祇是試驗性質。現於北京中國人民革命軍事博物館展出一枝。

## 研發國家
- 中華民國